# Cupa Campionilor Europeni 1967-1968
Ediția a treisprezecea a Cupei Campionilor Europeni, desfășurată în sezonul 1967-1968 a fost câștigată, pentru prima oară, de Manchester United FC care a învins în finală pe SL Benfica Lisabona. Deținătoarea trofeului, Celtic FC Glasgow a fost eliminată în primul tur.
România a fost reprezentată de SC Rapid București care a părăsit competiția în optimi, după disputa cu Juventus FC Torino.

## Șaisprezecimi de finală
| Echipa 1                           | Total | Echipa 2                 | Turul I | Turul II |
| ---------------------------------- | ----- | ------------------------ | ------- | -------- |
| Beşiktaş JK Istanbul               | 0 – 4 | SK Rapid Viena           | 0 – 1   | 0 – 3    |
| Glentoran FC Belfast               | 1 – 1 | SL Benfica Lisabona      | 1 – 1   | 0 – 0    |
| Knattspyrnufélagið Valur Reykjavík | 4 – 4 | AS la Jeunesse d'Esch    | 1 – 1   | 3 – 3    |
| Manchester United FC               | 4 – 0 | Hibernians FC Paola      | 4 – 0   | 0 – 0    |
| KS Górnik Zabrze                   | 4 – 0 | Djurgårdens IF Stockholm | 3 – 0   | 1 – 0    |
| Skeid Fotball Oslo                 | 1 – 2 | TJ Sparta ČKD Praga      | 0 – 1   | 1 – 1    |
| AS Saint-Étienne                   | 5 – 0 | Kuopion Palloseura       | 2 – 0   | 3 – 0    |
| Celtic FC Glasgow                  | 2 – 3 | FC Dinamo Kiev           | 1 – 2   | 1 – 1    |
| AE Olympiakos Nicosia              | 3 – 5 | FK Sarajevo              | 2 – 2   | 1 – 3    |
| Olympiacos FC Pireu                | 0 – 2 | Juventus FC Torino       | 0 – 0   | 0 – 2    |
| Dundalk FC                         | 1 – 9 | Vasas SC Budapesta       | 0 – 1   | 1 – 8    |
| AFC Ajax Amsterdam                 | 2 – 3 | Real Madrid CF           | 1 – 1   | 1 – 2    |
| FC Basel 1893                      | 4 – 5 | Hvidovre IF Copenhaga    | 1 – 2   | 3 – 3    |
| FC Karl-Marx-Stadt                 | 2 – 5 | RSC Anderlecht Bruxelles | 1 – 3   | 1 – 2    |
| DFS Trakia Plovdiv                 | 2 – 3 | Rapid București          | 2 – 0   | 0 – 3    |

Calificată direct: Braunschweiger TuS Eintracht von 1895 (deoarece KS Dinamo Tirana s-a retras).

### Turul I
| Beşiktaş JK Istanbul | 0 – 1   | SK Rapid Viena |
| -------------------- | ------- | -------------- |
|                      | Detalii | Flögel 22'     |

| Glentoran FC Belfast | 1 – 1   | SL Benfica Lisabona |
| -------------------- | ------- | ------------------- |
| Colrain 10' (pen.)   | Detalii | Eusébio 86'         |

| Knattspyrnufélagið Valur Reykjavík | 1 – 1   | AS la Jeunesse d'Esch |
| ---------------------------------- | ------- | --------------------- |
| Gunnarsson 43'                     | Detalii | Di Genova 23'         |

| Manchester United FC         | 4 – 0   | Hibernians FC Paola |
| ---------------------------- | ------- | ------------------- |
| Sadler 12', 58' Law 43', 61' | Detalii |                     |

| KS Górnik Zabrze              | 3 – 0   | Djurgårdens IF Stockholm |
| ----------------------------- | ------- | ------------------------ |
| Lubański 41', 86' Lentner 88' | Detalii |                          |

| Skeid Fotball Oslo | 0 – 1   | TJ Sparta ČKD Praga |
| ------------------ | ------- | ------------------- |
|                    | Detalii | Mráz 7'             |

| AS Saint-Étienne       | 2 – 0   | Kuopion Palloseura |
| ---------------------- | ------- | ------------------ |
| Herbin 43' Jacquet 48' | Detalii |                    |

| Celtic FC Glasgow | 1 – 2   | FC Dinamo Kiev        |
| ----------------- | ------- | --------------------- |
| Lennox 62'        | Detalii | Puzach 3' Bîșoveț 30' |

| AE Olympiakos Nicosia | 2 – 2   | FK Sarajevo    |
| --------------------- | ------- | -------------- |
| Kettenis 1' Tešan 43' | Detalii | Antić 51', 57' |

| Olympiacos FC Pireu | 0 – 0   | Juventus FC Torino |
| ------------------- | ------- | ------------------ |
|                     | Detalii |                    |

| Dundalk FC | 0 – 1   | Vasas SC Budapesta |
| ---------- | ------- | ------------------ |
|            | Detalii | Korsós 67'         |

| AFC Ajax Amsterdam | 1 – 1   | Real Madrid CF |
| ------------------ | ------- | -------------- |
| Cruijff 17'        | Detalii | Pirri 36'      |

| FC Basel 1893 | 1 – 2   | Hvidovre IF Copenhaga   |
| ------------- | ------- | ----------------------- |
| Hauser 17'    | Detalii | Larsen 58' Sørensen 80' |

| FC Karl-Marx-Stadt | 1 – 3   | RSC Anderlecht Bruxelles     |
| ------------------ | ------- | ---------------------------- |
| Steinmann 41'      | Detalii | Mulder 3', 35' van Himst 38' |

| DFS Trakia Plovdiv               | 2 – 0   | Rapid București |
| -------------------------------- | ------- | --------------- |
| Dermendjiev 53' (pen.) Popov 69' | Detalii |                 |

### Turul II
| SK Rapid Viena                  | 3 – 0   | Beşiktaş JK Istanbul |
| ------------------------------- | ------- | -------------------- |
| Seitl 9' Grausam 44' Flögel 75' | Detalii |                      |

SK Rapid Viena s-a calificat cu scorul general 4–0.
| Hibernians FC Paola | 0 – 0   | Manchester United FC |
| ------------------- | ------- | -------------------- |
|                     | Detalii |                      |

Manchester United FC s-a calificat cu scorul general 4–0.
| AS la Jeunesse d'Esch               | 3 – 3   | Knattspyrnufélagið Valur Reykjavík |
| ----------------------------------- | ------- | ---------------------------------- |
| Hnatow 56' Di Genova 86' Langer 89' | Detalii | Jónsson 10' Gunnarsson 36', 60'    |

La scorul general 4–4, Knattspyrnufélagið Valur Reykjavík s-a calificat datorită numărului mai mare de goluri marcate în deplasare.
| SL Benfica Lisabona | 0 – 0   | Glentoran FC Belfast |
| ------------------- | ------- | -------------------- |
|                     | Detalii |                      |

La scorul general 1–1, SL Benfica Lisabona s-a calificat datorită numărului mai mare de goluri marcate în deplasare.
| Djurgårdens IF Stockholm | 0 – 1   | KS Górnik Zabrze |
| ------------------------ | ------- | ---------------- |
|                          | Detalii | Musiałek 35'     |

KS Górnik Zabrze s-a calificat cu scorul general 4–0.
| TJ Sparta ČKD Praga | 1 – 1   | Skeid Fotball Oslo |
| ------------------- | ------- | ------------------ |
| Mráz 58'            | Detalii | Sjøberg 41'        |

TJ Sparta ČKD Praga s-a calificat cu scorul general 2–1.
| Kuopion Palloseura | 0 – 3   | AS Saint-Étienne                          |
| ------------------ | ------- | ----------------------------------------- |
|                    | Detalii | Herbin 5' Bosquier 25' Revelli 84' (pen.) |

AS Saint-Étienne s-a calificat cu scorul general 5–0.
| FC Dinamo Kiev | 1 – 1   | Celtic FC Glasgow        |
| -------------- | ------- | ------------------------ |
| Bîșoveț 89'    | Detalii | Lennox 60' · Murdoch 57' |

FC Dinamo Kiev s-a calificat cu scorul general 3–2.
| Juventus FC Torino        | 2 – 0   | Olympiacos FC Pireu |
| ------------------------- | ------- | ------------------- |
| Zigoni 12' Menichelli 49' | Detalii |                     |

Juventus FC Torino s-a calificat cu scorul general 2–0.
| Vasas SC Budapesta                                              | 8 – 1   | Dundalk FC                |
| --------------------------------------------------------------- | ------- | ------------------------- |
| Vidáts 10', 87' Farkas 32', 35', 72' Korsós 44', 85' Molnár 63' | Detalii | Hale 11' · Millington 64' |

Vasas SC Budapesta s-a calificat cu scorul general 9–1.
| Real Madrid CF        | 2 – 1 (d.p.) | AFC Ajax Amsterdam |
| --------------------- | ------------ | ------------------ |
| Gento 58' Veloso 100' | Detalii      | Groot 69'          |

Real Madrid CF s-a calificat cu scorul general 3–2.
| FK Sarajevo                | 3 – 1   | AE Olympiakos Nicosia |
| -------------------------- | ------- | --------------------- |
| Antić 33' Šiljkut 83', 84' | Detalii | Kettenis 79'          |

FK Sarajevo s-a calificat cu scorul general 5–3.
| Hvidovre IF Copenhaga             | 3 – 3   | FC Basel 1893                     |
| --------------------------------- | ------- | --------------------------------- |
| Hansen 18' Sørensen 39' Olsen 58' | Detalii | Hauser 2' Benthaus 78' Wenger 85' |

Hvidovre IF Copenhaga s-a calificat cu scorul general 5–4.
| RSC Anderlecht Bruxelles    | 2 – 1   | FC Karl-Marx-Stadt |
| --------------------------- | ------- | ------------------ |
| Bergholtz 33' van Himst 38' | Detalii | Schuster 11'       |

RSC Anderlecht Bruxelles s-a calificat cu scorul general 5–2.
| Rapid București                | 3 – 0 (d.p.) | DFS Trakia Plovdiv |
| ------------------------------ | ------------ | ------------------ |
| Codreanu 25', 70' Ionescu 108' | Detalii      |                    |

Rapid București s-a calificat cu scorul general 3–2.

## Optimi de finală
| Echipa 1              | Total  | Echipa 2                              | Turul I | Turul II |
| --------------------- | ------ | ------------------------------------- | ------- | -------- |
| Hvidovre IF Copenhaga | 3 – 6  | Real Madrid CF                        | 2 – 2   | 1 – 4    |
| SK Rapid Viena        | 1 – 2  | Braunschweiger TuS Eintracht von 1895 | 1 – 0   | 0 – 2    |
| FK Sarajevo           | 1 – 2  | Manchester United FC                  | 0 – 0   | 1 – 2    |
| Vasas SC Budapesta    | 11 – 1 | Knattspyrnufélagið Valur Reykjavík    | 6 – 0   | 5 – 1    |
| SL Benfica Lisabona   | 2 – 1  | AS Saint-Étienne                      | 2 – 0   | 0 – 1    |
| FC Dinamo Kiev        | 2 – 3  | KS Górnik Zabrze                      | 1 – 2   | 1 – 1    |
| TJ Sparta ČKD Praga   | 6 – 5  | RSC Anderlecht Bruxelles              | 3 – 2   | 3 – 3    |
| Juventus FC Torino    | 1 – 0  | Rapid București                       | 1 – 0   | 0 – 0    |

### Turul I
| Hvidovre IF Copenhaga   | 2 – 2   | Real Madrid CF      |
| ----------------------- | ------- | ------------------- |
| Hansen 22' Petersen 73' | Detalii | Gento 40' Pirri 46' |

| SK Rapid Viena | 1 – 0   | Braunschweiger TuS Eintracht von 1895 |
| -------------- | ------- | ------------------------------------- |
| Hasil 54'      | Detalii |                                       |

| FK Sarajevo | 0 – 0   | Manchester United FC |
| ----------- | ------- | -------------------- |
|             | Detalii |                      |

| Vasas SC Budapesta                                    | 6 – 0   | Knattspyrnufélagið Valur Reykjavík |
| ----------------------------------------------------- | ------- | ---------------------------------- |
| Dagsson 5' Pál II 14' Radics 37', 44', 50' Puskás 47' | Detalii |                                    |

| SL Benfica Lisabona                 | 2 – 0   | AS Saint-Étienne |
| ----------------------------------- | ------- | ---------------- |
| José Augusto 27' Eusébio 60' (pen.) | Detalii |                  |

| FC Dinamo Kiev     | 1 – 2   | KS Górnik Zabrze           |
| ------------------ | ------- | -------------------------- |
| Olek 12' Szabó 85' | Detalii | Szołtysik 15' Lubański 60' |

| TJ Sparta ČKD Praga        | 3 – 2   | RSC Anderlecht Bruxelles |
| -------------------------- | ------- | ------------------------ |
| Mašek 25', 32' (pen.), 63' | Detalii | Jurion 35' van Himst 55' |

| Juventus FC Torino | 1 – 0   | Rapid București |
| ------------------ | ------- | --------------- |
| Magnusson 58'      | Detalii |                 |

### Turul II
| Knattspyrnufélagið Valur Reykjavík | 1 – 5   | Vasas SC Budapesta                                      |
| ---------------------------------- | ------- | ------------------------------------------------------- |
| Gunnarsson 85'                     | Detalii | Molnár 11' Pál II 13' Mathesz 43' Váradi 53' Kovács 72' |

Vasas SC Budapesta s-a calificat cu scorul general 11–1.
| Real Madrid CF                          | 4 – 1   | Hvidovre IF Copenhaga |
| --------------------------------------- | ------- | --------------------- |
| Velázquez 16' Grosso 20', 30' Gento 75' | Detalii | Petersen 28'          |

Real Madrid CF s-a calificat cu scorul general 6–3.
| Braunschweiger TuS Eintracht von 1895 | 2 – 0   | SK Rapid Viena |
| ------------------------------------- | ------- | -------------- |
| Grzyb 37' Saborowski 42'              | Detalii |                |

Braunschweiger TuS Eintracht von 1895 s-a calificat cu scorul general 2–1.
| Manchester United FC    | 2 – 1   | FK Sarajevo               |
| ----------------------- | ------- | ------------------------- |
| John Aston 11' Best 65' | Detalii | Prljača 62' · Delalić 88' |

Manchester United FC s-a calificat cu scorul general 2–1.
| KS Górnik Zabrze | 1 – 1   | FC Dinamo Kiev |
| ---------------- | ------- | -------------- |
| Szołtysik 44'    | Detalii | Turyanchik 38' |

KS Górnik Zabrze s-a calificat cu scorul general 3–2.
| AS Saint-Étienne | 1 – 0   | SL Benfica Lisabona |
| ---------------- | ------- | ------------------- |
| Bereta 10'       | Detalii |                     |

SL Benfica Lisabona s-a calificat cu scorul general 2–1.
| RSC Anderlecht Bruxelles        | 3 – 3   | TJ Sparta ČKD Praga     |
| ------------------------------- | ------- | ----------------------- |
| van Himst 61', 65' Devrindt 80' | Detalii | Mašek 30', 83' Mráz 89' |

TJ Sparta ČKD Praga s-a calificat cu scorul general 6–5.
| Rapid București | 0 – 0   | Juventus FC Torino |
| --------------- | ------- | ------------------ |
|                 | Detalii |                    |

Juventus FC Torino s-a calificat cu scorul general 1–0.

## Sferturi de finală
| Echipa 1                              | Total | Echipa 2            | Turul I | Turul II |
| ------------------------------------- | ----- | ------------------- | ------- | -------- |
| Braunschweiger TuS Eintracht von 1895 | 3 – 3 | Juventus FC Torino  | 3 – 2   | 0 – 1    |
| Manchester United FC                  | 2 – 1 | KS Górnik Zabrze    | 2 – 0   | 0 – 1    |
| Vasas SC Budapesta                    | 0 – 3 | SL Benfica Lisabona | 0 – 0   | 0 – 3    |
| Real Madrid CF                        | 4 – 2 | TJ Sparta ČKD Praga | 3 – 0   | 1 – 2    |

### Turul I
| Braunschweiger TuS Eintracht von 1895 | 3 – 2   | Juventus FC Torino  |
| ------------------------------------- | ------- | ------------------- |
| Kaack 28' Dulz 37' Berg 38'           | Detalii | Kaack 12' Sacco 82' |

| Manchester United FC   | 2 – 0   | KS Górnik Zabrze |
| ---------------------- | ------- | ---------------- |
| Floreński 60' Kidd 89' | Detalii |                  |

| Vasas SC Budapesta | 0 – 0   | SL Benfica Lisabona |
| ------------------ | ------- | ------------------- |
|                    | Detalii |                     |

| Real Madrid CF        | 3 – 0   | TJ Sparta ČKD Praga |
| --------------------- | ------- | ------------------- |
| Amancio 62', 63', 68' | Detalii |                     |

### Turul II
| Juventus FC Torino    | 1 – 0   | Braunschweiger TuS Eintracht von 1895 |
| --------------------- | ------- | ------------------------------------- |
| Bercellino 88' (pen.) | Detalii |                                       |

La scorul general 3-3 s-a disputat un meci de baraj.
| KS Górnik Zabrze | 1 – 0   | Manchester United FC |
| ---------------- | ------- | -------------------- |
| Lubański 72'     | Detalii |                      |

Manchester United FC s-a calificat cu scorul general 2–1.
| SL Benfica Lisabona         | 3 – 0   | Vasas SC Budapesta |
| --------------------------- | ------- | ------------------ |
| Eusébio 48', 70' Torres 77' | Detalii |                    |

SL Benfica Lisabona s-a calificat cu scorul general 3–0.
| TJ Sparta ČKD Praga  | 2 – 1   | Real Madrid CF          |
| -------------------- | ------- | ----------------------- |
| Kvašňák 36' Dyba 45' | Detalii | Amancio 45' · Gento 58' |

Real Madrid CF s-a calificat cu scorul general 4–2.

### Baraj
| Braunschweiger TuS Eintracht von 1895 | 0 – 1   | Juventus FC Torino |
| ------------------------------------- | ------- | ------------------ |
|                                       | Detalii | Magnusson 56'      |

Juventus FC Torino s-a calificat.

## Semifinale
| Echipa 1             | Total | Echipa 2           | Turul I | Turul II |
| -------------------- | ----- | ------------------ | ------- | -------- |
| Manchester United FC | 4 – 3 | Real Madrid CF     | 1 – 0   | 3 – 3    |
| SL Benfica Lisabona  | 3 – 3 | Juventus FC Torino | 3 – 2   | 0 – 1    |

### Turul I
| Manchester United FC | 1 – 0   | Real Madrid CF |
| -------------------- | ------- | -------------- |
| Best 35'             | Detalii |                |

| SL Benfica Lisabona    | 2 – 0   | Juventus FC Torino |
| ---------------------- | ------- | ------------------ |
| Torres 63' Eusébio 69' | Detalii |                    |

### Turul II
| Real Madrid CF                  | 3 – 3   | Manchester United FC            |
| ------------------------------- | ------- | ------------------------------- |
| Pirri 32' Gento 41' Amancio 45' | Detalii | Zoco 41' Sadler 73' Foulkes 78' |

Manchester United FC s-a calificat cu scorul general 4–3.
| Juventus FC Torino | 0 – 1   | SL Benfica Lisabona |
| ------------------ | ------- | ------------------- |
|                    | Detalii | Eusébio 68'         |

SL Benfica Lisabona s-a calificat cu scorul general 3–0.

## Finala
| Manchester United FC | Manchester United FC | SL Benfica Lisabona | SL Benfica Lisabona | Așezarea echipelor                                                 |
| | \| Finala \| \| 29 mai 1967, ora 19:45 la Londra (Wembley) \| \| Scor: 4:1 d.p. (1:1, 0:0) \| \| Spectatori: 92.225 \| \| Arbitru: Concetto Lo Bello (Italia) \| \| Detalii \|                                | \| Finala \| \| 29 mai 1967, ora 19:45 la Londra (Wembley) \| \| Scor: 4:1 d.p. (1:1, 0:0) \| \| Spectatori: 92.225 \| \| Arbitru: Concetto Lo Bello (Italia) \| \| Detalii \| |                     | Așezarea echipelor Manchester United FC versus SL Benfica Lisabona |
| Alex Stepney - Shay Brennan, Bill Foulkes, David Sadler, Tony Dunne - Pat Crerand, Bobby Charlton , Nobby Stiles - George Best, Brian Kidd, John Aston Antrenor: Matt Busby ( Scoția) | José Henrique - Adolfo Calisto, Humberto Fernandes, Jacinto Santos, Fernando Cruz - Jaime Graça, Mário Coluna , José Augusto - José Augusto Torres, Eusébio, António Simões Antrenor: Otto Glória ( Brazilia) | |                     | Așezarea echipelor Manchester United FC versus SL Benfica Lisabona |
| 1:0 Bobby Charlton (53.) 2:1 George Best (93.) 3:1 Brian Kidd (94.) 4:1 Bobby Charlton (99.)                                                                                          | 1:1 Jaime Graça (75.) | |                     | Așezarea echipelor Manchester United FC versus SL Benfica Lisabona |
| Finala | | |                     |                                                                    |
| 29 mai 1967, ora 19:45 la Londra (Wembley) | | |                     |                                                                    |
| Scor: 4:1 d.p. (1:1, 0:0) | | |                     |                                                                    |
| Spectatori: 92.225 | | |                     |                                                                    |
| Arbitru: Concetto Lo Bello (Italia) | | |                     |                                                                    |
| Detalii | | |                     |                                                                    |

## Golgheteri
6 goluri
- Eusébio (SL Benfica Lisabona)

5 goluri
- Francisco Gento (Real Madrid CF)
- Paul Van Himst (RSC Anderlecht Bruxelles)
- Václav Mašek (TJ Sparta ČKD Praga)